# Cascade (Idaho)
Cascade város az USA Idaho államában, Valley megyében, melynek megyeszékhelye is. Lakosainak száma 1005 fő (2020. április 1.).

## Népesség
A település népességének változása:

| 2010 | 939   |
| 2020 | 1 005 |